# Archibald Campbell Munro
Archibald Campbell Munro, britanski general, * 16. januar 1886, † 6. julij 1961.